# Comuna de Zagórów
Zagórów (polaco: Gmina Zagórów) é uma gminy (comuna) na Polónia, na voivodia de Grande Polónia e no condado de Słupecki.
De acordo com os censos de 2004, a comuna tem 9091 habitantes, com uma densidade 57 hab/km².

## Área
Estende-se por uma área de 159,59 km², incluindo:
- área agricola: 71%
- área florestal: 21%

## Demografia
Dados de 30 de Junho 2004:
|                      | Total   | Total | Mulheres | Mulheres | Homens  | Homens |
| -------------------- | ------- | ----- | -------- | -------- | ------- | ------ |
|                      | pessoas | %     | pessoas  | %        | pessoas | %      |
| População            | 9091    | 100   | 4591     | 50,5     | 4500    | 49,5   |
| Densidade (pop./km²) | 57      | 100   | 28,8     | 28,8     | 28,2    | 28,2   |

De acordo com dados de 2002, o rendimento médio per capita ascendia a 1327,57 zł.

## Subdivisões
- Adamierz, Anielewo, Augustynów, Bukowe, Drzewce, Grądzeń, Imielno, Kopojno, Koszelewska Łąka, Kościołków, Łazińsk Drugi, Łazińsk Pierwszy, Łazy, Łomów, Łukom, Mariantów, Michalinów k. Oleśnicy, Michalinów k. Trąbczyna, Myszakówek, Nowa Wieś, Oleśnica, Osiny, Skokum, Stanisławów, Szetlew, Szetlewek, Trąbczyn, Wrąbczyn, Zalesie.

## Comunas vizinhas
- Gizałki, Grodziec, Lądek, Pyzdry, Rzgów